# James Hopson
James Allen Hopson (1935-) es un paleontólogo estadounidense y profesor hoy retirado de la Universidad de Chicago. Su trabajo se enfocó en la evolución de los sinapsidos grupo que incluye a los mamíferos, haciendo hincapié en los sinapsidos basales y mamíferos del Paleozoico y Mesozoico. Se doctoró en Chicago in 1965, y trabajo en la Universidad de Yale antes de retornar a Chicago en 1967 como miembro de la cátedra de anatomía, e investigador asociado del Museo Field de Historia Natural desde 1971.  También ha trabajado en la paleobiología de dinosaurios, y su trabajo junto con Peter Dodson, es la pieza fundamental sobre el comportamiento social y variacón de los dinoaurios de pico de pato crestados.

## Selección de publicaciones
- Clark, J.M. & J.A. Hopson. 1985. Distinctive mammal-like reptile from Mexico and its bearing on the phylogeny of the Tritylodontidae. Nature, 315:398-400.
- Hopson, J.A. & H.R. Barghusen. 1986. An analysis of therapsid relationships. In: The Ecology and Biology of Mammal-like Reptiles (Ed. by N. Hotton III, P. D. MacLean, J. J. Roth, & E. C. Roth), pp. 83-106. Washington DC: Smithsonian Institution Press.
- Hopson, J.A. 1991. Systematics of the non-mammalian Synapsida and implications for patterns of evolution in synapsids. In: Controversial Views on the Origin of Higher Categories of Vertebrates (Ed. by H. P. Schultze & L. Trueb), Ithaca: Cornell University Press.
- Allin, E.F. & J.A. Hopson. 1991. Evolution of the auditory system in Synapsida ("mammal-like reptiles" and primitive mammals) as seen in the fossil record. In: The Evolutionary Biology of Hearing (Ed. by D. B. Webster, A. Popper, and R. Fay), New York: Springer-Verlag.
- Wible, J. R. & J. A. Hopson. 1993. Basicranial evidence for early mammal phylogeny. In: Mammal Phylogeny (Ed. by F. S. Szalay, M. J. Novacek, & M. C. McKenna), New York: Springer-Verlag.
- Hopson, J. A. & G. W. Rougier. 1993. Braincase structure in the oldest known skull of a therian mammal: Implications for mammalian systematics and cranial evolution. American Journal of Science, 293-A: 268-299.
- Hopson, J.A. 1995. Patterns of evolution in the manus and peers of non-mammalian therapsids. Journals of Vertebrate Paleontology, 15:615-639.